# بیمیونیپاتنام
بیمیونیپاتنام (به انگلیسی: Bheemunipatnam) یک منطقهٔ مسکونی در هند است که در Bheemunipatnam mandal واقع شده‌است. بیمیونیپاتنام ۱۸٫۸۸ کیلومتر مربع مساحت و ۵۲٬۱۱۰ نفر جمعیت دارد.